# Netomocera alboscapus
Netomocera alboscapus är en stekelart som beskrevs av Karl-Johan Hedqvist 1971. Netomocera alboscapus ingår i släktet Netomocera och familjen puppglanssteklar.
Artens utbredningsområde är Kongo. Inga underarter finns listade i Catalogue of Life.